# Neuntes Buch Sozialgesetzbuch
Das Neunte Buch Sozialgesetzbuch (SGB IX) enthält die Vorschriften zur Rehabilitation und Teilhabe von Menschen mit Behinderung in Deutschland. Mit dem SGB IX wurden das Rehabilitationsrecht und das Schwerbehindertenrecht in das Sozialgesetzbuch eingeordnet. Es löste das Gesetz über die Angleichung der Leistungen zur Rehabilitation (RehaAnglG) vom 7. August 1974 ab.
Das Gesetz trat überwiegend am 1. Juli 2001 in Kraft. Seitdem wurde das Gesetz häufig geändert. Beginnend ab 1. Januar 2018 trat im Zuge der zweiten Stufe des Bundesteilhabegesetzes eine komplette Neufassung des SGB IX stufenweise in Kraft. Kernstück der Reform bildete die Integration der bisher im sechsten Kapitel des SGB XII als Sozialhilfeleistung geregelte Eingliederungshilfe ins SGB IX.

## Zweck
Das SGB IX hat den Zweck, Menschen mit Behinderungen und von Behinderung bedrohte Menschen bezüglich ihrer Selbstbestimmung und ihrer gleichberechtigten Teilhabe am Leben in der Gesellschaft zu fördern und Benachteiligungen zu vermeiden bzw. entgegenzuwirken. Durch das Bundesteilhabegesetz soll deutlich werden, dass Menschen mit Behinderung nicht mehr als „Sozialhilfefälle“ behandelt werden sollen.

## Leistungserbringung
Die Leistungen der Rehabilitation und Teilhabe sind gemäß § 5 SGB IX in fünf Leistungsgruppen unterteilt: Die Leistungen zur medizinischen Rehabilitation, die Leistungen zur Teilhabe am Arbeitsleben, die diese beiden Leistungsgruppen ergänzenden unterhaltssichernden und sonstigen ergänzenden Leistungen, die Leistungen zur sozialen Teilhabe sowie die seit 2018 als eigene Leistungsgruppe geregelten Leistungen zur Teilhabe an Bildung. Für die Leistungen zuständig sind die in § 6 SGB IX genannten Sozialleistungsträger, die deshalb auch als Rehabilitationsleistungsträger oder kurz Rehaträger bezeichnet werden. Der zuständige Sozialleistungsträger kann die Reha- und Teilhabeleistungen allein oder mittels gemeinnütziger oder privater Rehabilitationsdienste und -einrichtungen erbringen (§ 28 Abs. 1 SGB IX). Das Leistungserbringungsrecht führt dann zu einem sozialrechtlichen Dreiecksverhältnis.

## Aufbau
Das SGB IX ist in drei Teile gegliedert, die jeweils in Kapitel unterteilt sind:
- Teil 1 (§§ 1 bis 89) Regelungen für Menschen mit Behinderungen und von Behinderung bedrohte Menschen
- Teil 2 (§§ 90 bis 150) Besondere Leistungen zur selbstbestimmten Lebensführung für Menschen mit Behinderungen (Eingliederungshilferecht)
- Teil 3 (§§ 151 bis 241) Besondere Regelungen zur Teilhabe schwerbehinderter Menschen (Schwerbehindertenrecht)